# Plagithmysus ignotus
Plagithmysus ignotus là một loài bọ cánh cứng trong họ Cerambycidae.